# Copa Africana de Naciones 2012
La Copa Africana de Naciones 2012 (nombre oficial: Orange Africa Cup of Nations) fue la XXVIII edición de la Copa Africana de Naciones de fútbol que se disputó en Gabón y Guinea Ecuatorial entre el 21 de enero y el 12 de febrero de 2012. Ambos países ganaron el derecho a acoger el torneo después de derrotar a una oferta de Nigeria y a otras dos ofertas que resultaron ganadoras: Angola (2010) y Libia (2013). Las ofertas de Mozambique, Namibia, Zimbabue y Senegal fueron rechazadas. Esta fue la segunda vez en la historia de la CAN en que dos países organizaron el torneo. Además, fue la primera en que se eligieron tres sedes al mismo tiempo. Nigeria fue el anfitrión de reserva para los torneos de 2010, 2012 y 2013, en caso de que cualquiera de los países elegidos no pudieran cumplir los requisitos establecidos por la CAF. 
El 3 de septiembre de 2010 comenzaron las eliminatorias que clasificaron a las 14 selecciones que acompañaron a Gabón y Guinea Ecuatorial.
Zambia fue el ganador de esta edición, al vencer a Costa de Marfil en la ronda de penales por 8-7. Sin embargo, debido al cambio de año de la Copa Africana de 2014 a 2013, no obtuvo el derecho de ser representante de África para la Copa Confederaciones de 2013, como estaba previsto originalmente. En su lugar, lo hizo el campeón de la edición del 2013 a realizarse en Sudáfrica.

## Elección
Angola, Libia, Mozambique, Namibia, Nigeria, Senegal, Zimbabue y Gabón y Guinea Ecuatorial, estos dos últimos de manera conjunta, presentaron candidatura para la Copa Africana de Naciones de 2010. Se eligieron a los angoleños como anfitriones del torneo de 2010, Gabón y Guinea Ecuatorial para el torneo de 2012, y Libia para el de 2014 (luego se adelantaría a 2013 para que no coincida con el año en que se realizará la Copa del Mundo). Se tomó como anfitrión reserva Nigeria; en caso de que alguno de los anfitriones no cumpliera las exigencias de la CAF, la sede se trasladaría a Nigeria. 

### Sedes
| Bata, Guinea Ecuatorial   | Malabo Bata Libreville Franceville | Libreville, Gabón    |
| Estadio de Bata           | Malabo Bata Libreville Franceville | Stade d'Angondjé     |
| Capacidad: 37,500         | Malabo Bata Libreville Franceville | Capacidad: 40,000    |
|                           | Malabo Bata Libreville Franceville |                      |
| Malabo, Guinea Ecuatorial | Malabo Bata Libreville Franceville | Franceville, Gabón   |
| Estadio de Malabo         | Malabo Bata Libreville Franceville | Stade de Franceville |
| Capacidad: 15,250         | Malabo Bata Libreville Franceville | Capacidad: 22,000    |
|                           | Malabo Bata Libreville Franceville |                      |

## Selecciones castigadas

### Togo
Togo ya fue penalizada por la CAF después de retirarse repentinamente de la Copa Africana de 2010 tras ser víctimas de un  ataque con armas de fuego cuando se encontraban en el autobús de camino a su hotel de concentración. En ese ataque murieron el conductor angoleño del autobús Mário Adjoua, el jefe de prensa togolés Stan Ocloo y el entrenador asistente togolés Amelete Abalo, varios jugadores resultaron heridos. Debido a este ataque, con las consecuencias mortíferas que tuvo, la selección de Togo decidió retirarse y no participar en esa edición del torneo. Esa decisión costó una sanción por parte de la CAF que le prohíbe poder participar en ninguna de la ediciones de 2012 y 2013. 
Finalmente, después de una reunión del consejo ejecutivo de la CAF en mayo de 2010, se decidió levantar el castigo a Togo y permitirle participar en las competiciones de las que había sido vetado.

### Nigeria
Tras quedar eliminada en la fase de grupos del  Mundial de 2010 el presidente nigeriano Goodluck Jonathan decidió vetar a su selección por los malos resultados acumulados en la Copa Africana de Naciones celebrada ese mismo año y por la reciente eliminación del  Mundial. El veto consistía en dejar fuera de competición durante dos años a la selección de las Águilas Verdes, con lo que se perderían la CAN de 2012.
Finalmente ante las amenazas de la FIFA de llevar a cabo grandes sanciones por la intervención e interferencia directa del gobierno el 5 de julio de 2010  Jonathan decidió levantar el castigo impuesto a su selección, con lo que finalmente Nigeria si participó en la clasificación a la Copa Africana, aunque no pudo superar la misma.

## Equipos participantes
Clasificación al torneo:
Para el proceso clasificatorio, véase Clasificación para la Copa Africana de Naciones de 2012
Para la clasificación que determinaría que 14 selecciones acompañarían a los locales en el torneo, 45 países fueron divididos en 11 grupos de cuatro equipos y uno de cinco, en este último incluido el readmitido Togo, los cuales se enfrentaron en todos contra todos. Los once líderes de grupo, el segundo del grupo K (sea el mejor segundo o no) y los dos mejores segundos se han convertido en los clasificados a la fase final. 
Gabón y Guinea Ecuatorial clasificaron sin participar en el proceso gracias a su condición de locales. Sorprendentemente, Egipto, campeona de las tres últimas ediciones del torneo, no logró la clasificación a esta edición del torneo continental, al finalizar última en su grupo de clasificación, y por el mismo camino se quedaron Nigeria, Camerún y Sudáfrica quien era a la fecha el último anfitrión del Mundial de Fútbol, y que también sería sede en la siguiente Copa Africana. En cursiva, los equipos debutantes.
| Equipos participantes | Equipos participantes | Equipos participantes | Equipos participantes |
| --------------------- | --------------------- | --------------------- | --------------------- |
| Angola                | Gabón                 | Libia                 | Senegal               |
| Botsuana              | Ghana                 | Malí                  | Sudán                 |
| Burkina Faso          | Guinea                | Marruecos             | Túnez                 |
| Costa de Marfil       | Guinea Ecuatorial     | Níger                 | Zambia                |

| País              | Clasificado como                | Fecha de clasificación  | Apariciones en fases finales | Mejor actuación                  | Cuerpo regional | Ranking FIFA | Ranking continental |
| ----------------- | ------------------------------- | ----------------------- | ---------------------------- | -------------------------------- | --------------- | ------------ | ------------------- |
| Gabón             | Coanfitrión                     | 29 de julio de 2007     | 5.ª                          | Cuartos de final (1996)          | UNIFFAC         | 77           | 17                  |
| Guinea Ecuatorial | Coanfitrión                     | 29 de julio de 2007     | 1.ª                          | Debutante                        | UNIFFAC         | 151          | 42                  |
| Malí              | Ganador del Grupo A             | 8 de octubre de 2011    | 7.ª                          | Finalista (1972)                 | WAFU            | 67           | 15                  |
| Guinea            | Ganador del Grupo B             | 8 de octubre de 2011    | 10.ª                         | Finalista (1976)                 | WAFU            | 79           | 18                  |
| Zambia            | Ganador del Grupo C             | 8 de octubre de 2011    | 15.ª                         | Finalista (1974, 1994)           | COSAFA          | 79           | 19                  |
| Marruecos         | Ganador del Grupo D             | 9 de octubre de 2011    | 14.ª                         | Campeón (1976)                   | UNAF            | 60           | 11                  |
| Senegal           | Ganador del Grupo E             | 3 de septiembre de 2011 | 12.ª                         | Finalista (2002)                 | WAFU            | 44           | 6                   |
| Burkina Faso      | Ganador del Grupo F             | 3 de septiembre de 2011 | 8.ª                          | Cuarto lugar (1998)              | WAFU            | 62           | 13                  |
| Níger             | Ganador del Grupo G             | 8 de octubre de 2011    | 1.ª                          | Debutante                        | WAFU            | 98           | 24                  |
| Costa de Marfil   | Ganador del Grupo H             | 5 de junio de 2011      | 19.ª                         | Campeón (1992)                   | WAFU            | 16           | 1                   |
| Ghana             | Ganador del Grupo I             | 8 de octubre de 2011    | 18.ª                         | Campeón (1963, 1965, 1978, 1982) | WAFU            | 29           | 2                   |
| Angola            | Ganador del Grupo J             | 8 de octubre de 2011    | 6.ª                          | Cuartos de final (2008, 2010)    | COSAFA          | 84           | 20                  |
| Botsuana          | Ganador del Grupo K             | 26 de marzo de 2011     | 1.ª                          | Debutante                        | COSAFA          | 96           | 23                  |
| Túnez             | Segundo clasificado del Grupo K | 8 de octubre de 2011    | 15.ª                         | Campeón (2004)                   | UNAF            | 60           | 11                  |
| Libia             | Mejor segundo                   | 8 de octubre de 2011    | 3.ª                          | Finalista (1982)                 | UNAF            | 63           | 14                  |
| Sudán             | Mejor segundo                   | 9 de octubre de 2011    | 8.ª                          | Campeón (1970)                   | CECAFA          | 112          | 27                  |

## Árbitros y asistentes
Los árbitros siguientes fueron seleccionados para la Copa Africana de Naciones 2012.
| Árbitros | Asistentes |
| --- | --- |
| Mohamed Benouza Djamel Haimoudi Neant Alioum Noumandiez Doue Gehad Grisha Eric Otogo-Castane Bakary Papa Gassama Hamada Nampiandraza Koman Coulibaly Ali Lemghaifry Rajindraparsad Seechurn Bouchaib El Ahrach Badara Diatta Eddy Maillet Daniel Bennett Khalid Abdel Rahman Slim Jedidi Janny Sikazwe | Albdelhak Etchiali Jean-Claude Birumushahu Evarist Menkouande Yanoussa Moussa Richard Bouende-Malonga Songuifolo Yeo Angesom Ogbamariam Theophile Vinga Aboubacar Doumbouya Marwa Range Moffat Champiti Balla Diarra Balkrishna Bootun Redouane Achik David Shaanik Peter Edibe Felicien Kabanda Djibril Camara Jason Damoo Zakhele Siwela Bechir Hassani |

## Sorteo
El sorteo se realizó el sábado 29 de octubre de 2011, en Malabo, Guinea Ecuatorial.
Los 2 anfitriones se incluyeron en el Bolillero 1. Los otros 14 equipos clasificados se colocaron en los bolilleros sobre la base de sus actuaciones en las últimas tres ediciones de la Copa Africana de Naciones, es decir, las ediciones de 2006, 2008 y 2010. Para cada una de los tres últimas ediciones finales de la Copa Africana de Naciones, el siguiente sistema de puntos se adopta para los países clasificados:
| Clasificación     | Puntos otorgados |
| ----------------- | ---------------- |
| Campeón           | 7                |
| Finalista         | 5                |
| Semifinalistas    | 3                |
| Cuartofinalistas  | 2                |
| En fase de grupos | 1                |

Por otra parte, un coeficiente ponderado de los puntos se le dará a cada una de las tres últimas ediciones de la Copa Africana de Naciones de la siguiente manera:
- Edición 2010: los puntos que se multiplica por 3
- Edición 2008: los puntos que se multiplica por 2
- Edición 2006: los puntos que se multiplica por 1

Los equipos fueron divididos en cuatro bombos basados en ambos rankings. Cada grupo tendría un equipo de cada bombo.
Guinea Ecuatorial se estableció en el Grupo A, y Gabón fue asignado al Grupo C.
| Cabezas de Serie                                                                | Bombo 2                                                     | Bombo 3                                                             | Bombo 4                                                   |
| ------------------------------------------------------------------------------- | ----------------------------------------------------------- | ------------------------------------------------------------------- | --------------------------------------------------------- |
| Guinea Ecuatorial (Gr. A) Gabón (Gr. C) Ghana (22 pts) Costa de Marfil (17 pts) | Angola (11 pts) Túnez (9 pts) Zambia (9 pts) Guinea (6 pts) | Malí (5 pts) Senegal (5 pts) Marruecos (3 pts) Burkina Faso (3 pts) | Sudán (2 pts) Libia (1 pt) Botsuana (0 pts) Níger (0 pts) |

## Resultados

### Primera fase
Los partidos de los grupos A y B tuvieron lugar en Guinea Ecuatorial y los partidos de los grupos C y D en Gabón.
Los horarios corresponden a la hora de Gabón y Guinea Ecuatorial (UTC+1)

#### Grupo A
| Pos. | Equipo                | Pts. | PJ | G | E | P | GF | GC | Dif. | Clasificación    |
| ---- | --------------------- | ---- | -- | - | - | - | -- | -- | ---- | ---------------- |
| 1    | Zambia                | 7    | 3  | 2 | 1 | 0 | 5  | 3  | +2   | Cuartos de final |
| 2    | Guinea Ecuatorial (H) | 6    | 3  | 2 | 0 | 1 | 3  | 2  | +1   | Cuartos de final |
| 3    | Libia                 | 4    | 3  | 1 | 1 | 1 | 4  | 4  | 0    |                  |
| 4    | Senegal               | 0    | 3  | 0 | 0 | 3 | 3  | 6  | −3   |                  |

 Fuente: [cita requerida]
| 21 de enero de 2012, 19:30 | Guinea Ecuatorial | 1:0 (1:0) | Libia | Estadio La Libertad, Bata                                   |                                                             |
| | Balboa 86'        | Reporte   |       | Asistencia: 35.000 espectadores Árbitro(s): Noumandiez Doue | Asistencia: 35.000 espectadores Árbitro(s): Noumandiez Doue |
| Javier Ángel Balboa marcó el primer gol de Guinea Ecuatorial en la historia de la Copa Africana de Naciones. Primera victoria de Guinea Ecuatorial en la Copa Africana de Naciones. |                   |           |       |                                                             |                                                             |

| 21 de enero de 2012, 22:00 | Senegal    | 1:2 (0:2) | Zambia                  | Estadio La Libertad, Bata                                |                                                          |
|                            | N'Doye 74' | Reporte   | Mayuka 12' · Kalaba 20' | Asistencia: 17.500 espectadores Árbitro(s): Néant Alioum | Asistencia: 17.500 espectadores Árbitro(s): Néant Alioum |

| 25 de enero de 2012, 17:00 | Libia        | 2:2 (1:1) | Zambia                   | Estadio La Libertad, Bata                                  |                                                            |
|                            | Osman 4' 48' | Reporte   | Mayuka 29' · Katongo 54' | Asistencia: 1.500 espectadores Árbitro(s): Koman Coulibaly | Asistencia: 1.500 espectadores Árbitro(s): Koman Coulibaly |

| 25 de enero de 2012, 20:00                                                                    | Guinea Ecuatorial          | 2:1 (0:0) | Senegal | Estadio La Libertad, Bata                                       |                                                                 |
|                                                                                               | Iyanga 62' · Álvarez 90+4' | Reporte   | Sow 89' | Asistencia: 35.000 espectadores Árbitro(s): Khalid Abdel Rahman | Asistencia: 35.000 espectadores Árbitro(s): Khalid Abdel Rahman |
| Primera clasificación de Guinea Ecuatorial a la segunda fase de la Copa Africana de Naciones. |                            |           |         |                                                                 |                                                                 |

| 29 de enero de 2012, 19:00 | Guinea Ecuatorial | 0:1 (0:0) | Zambia      | Estadio de Malabo, Malabo                                   |                                                             |
|                            |                   | Reporte   | Katongo 67' | Asistencia: 44.000 espectadores Árbitro(s): Mohamed Benouza | Asistencia: 44.000 espectadores Árbitro(s): Mohamed Benouza |

| 29 de enero de 2012, 19:00 | Libia            | 2:1 (1:1) | Senegal     | Estadio La Libertad, Bata                                           |                                                                     |
|                            | Boussefi 5', 84' | Reporte   | N'Diaye 11' | Asistencia: 10.000 espectadores Árbitro(s): Seechurn Rajindraparsad | Asistencia: 10.000 espectadores Árbitro(s): Seechurn Rajindraparsad |

#### Grupo B
| Pos. | Equipo          | Pts. | PJ | G | E | P | GF | GC | Dif. | Clasificación    |
| ---- | --------------- | ---- | -- | - | - | - | -- | -- | ---- | ---------------- |
| 1    | Costa de Marfil | 9    | 3  | 3 | 0 | 0 | 5  | 0  | +5   | Cuartos de final |
| 2    | Sudán           | 4    | 3  | 1 | 1 | 1 | 4  | 4  | 0    | Cuartos de final |
| 3    | Angola          | 4    | 3  | 1 | 1 | 1 | 4  | 5  | −1   |                  |
| 4    | Burkina Faso    | 0    | 3  | 0 | 0 | 3 | 2  | 6  | −4   |                  |

 Fuente: [cita requerida]
| 22 de enero de 2012, 17:00 | Costa de Marfil | 1:0 (1:0) | Sudán | Estadio de Malabo, Malabo                                          |                                                                    |
|                            | Drogba 39'      | Reporte   |       | Asistencia: 5.000 espectadores Árbitro(s): Seechurn Rajindraparsad | Asistencia: 5.000 espectadores Árbitro(s): Seechurn Rajindraparsad |

| 22 de enero de 2012, 20:00 | Burkina Faso | 1:2 (0:0) | Angola                   | Estadio de Malabo, Malabo                                   |                                                             |
|                            | Traoré 57'   | Reporte   | Mateus 47' · Manucho 68' | Asistencia: 17.000 espectadores Árbitro(s): Mohamed Benouza | Asistencia: 17.000 espectadores Árbitro(s): Mohamed Benouza |

| 26 de enero de 2012, 17:00 | Sudán          | 2:2 (1:1) | Angola                | Estadio de Malabo, Malabo                                 |                                                           |
|                            | Bashir 33' 74' | Reporte   | Manucho 5' 50' (pen.) | Asistencia: 2.500 espectadores Árbitro(s): Lemghaifry Ali | Asistencia: 2.500 espectadores Árbitro(s): Lemghaifry Ali |

| 26 de enero de 2012, 20:00 | Costa de Marfil             | 2:0 (1:0) | Burkina Faso | Estadio de Malabo, Malabo                               |                                                         |
|                            | Kalou 16' · Koné 82' (a.g.) | Reporte   |              | Asistencia: 4.000 espectadores Árbitro(s): Ghead Grisha | Asistencia: 4.000 espectadores Árbitro(s): Ghead Grisha |

| 30 de enero de 2012, 19:00 | Costa de Marfil      | 2:0 (1:0) | Angola | Estadio La Libertad, Bata                              |                                                        |
|                            | Eboué 33' · Bony 63' | Reporte   |        | Asistencia: 1.500 espectadores Árbitro(s): Jedidi Slim | Asistencia: 1.500 espectadores Árbitro(s): Jedidi Slim |

| 30 de enero de 2012, 19:00 | Sudán            | 2:1 (1:0) | Burkina Faso    | Estadio de Malabo, Malabo                              |                                                        |
|                            | El Tahir 33' 80' | Reporte   | Ouédraogo 90+6' | Asistencia: 132 espectadores Árbitro(s): Otogo Castane | Asistencia: 132 espectadores Árbitro(s): Otogo Castane |

#### Grupo C
| Pos. | Equipo    | Pts. | PJ | G | E | P | GF | GC | Dif. | Clasificación    |
| ---- | --------- | ---- | -- | - | - | - | -- | -- | ---- | ---------------- |
| 1    | Gabón (H) | 9    | 3  | 3 | 0 | 0 | 6  | 2  | +4   | Cuartos de final |
| 2    | Túnez     | 6    | 3  | 2 | 0 | 1 | 4  | 3  | +1   | Cuartos de final |
| 3    | Marruecos | 3    | 3  | 1 | 0 | 2 | 4  | 5  | −1   |                  |
| 4    | Níger     | 0    | 3  | 0 | 0 | 3 | 1  | 5  | −4   |                  |

 Fuente: [cita requerida]
| 23 de enero de 2012, 17:00 | Gabón                        | 2:0 (2:0) | Níger | Stade d'Angondjé, Libreville                             |                                                          |
|                            | Aubameyang 31' · N'Guéma 45' | Reporte   |       | Asistencia: 38.000 espectadores Árbitro(s): Eddy Maillet | Asistencia: 38.000 espectadores Árbitro(s): Eddy Maillet |

| 23 de enero de 2012, 20:00 | Marruecos  | 1:2 (0:1) | Túnez                  | Stade d'Angondjé, Libreville                               |                                                            |
|                            | Kharja 86' | Reporte   | Korbi 36' · Msakni 76' | Asistencia: 18.000 espectadores Árbitro(s): Daniel Bennett | Asistencia: 18.000 espectadores Árbitro(s): Daniel Bennett |

| 27 de enero de 2012, 17:00                                                                    | Níger       | 1:2 (1:1) | Túnez                 | Stade d'Angondjé, Libreville                              |                                                           |
|                                                                                               | N'Gounou 8' | Reporte   | Msakni 4' · Jemâa 90' | Asistencia: 20.000 espectadores Árbitro(s): Janny Sikazwe | Asistencia: 20.000 espectadores Árbitro(s): Janny Sikazwe |
| William N'Gounou marcó el primer gol de Níger en la historia de la Copa Africana de Naciones. |             |           |                       |                                                           |                                                           |

| 27 de enero de 2012, 20:00 | Gabón                                           | 3:2 (0:1) | Marruecos      | Stade d'Angondjé, Libreville                               |                                                            |
|                            | Aubameyang 77' · Cousin 79' · Mbanangoyé 90 +6' | Reporte   | Kharja 24' 90' | Asistencia: 35.000 espectadores Árbitro(s): Bakary Gassama | Asistencia: 35.000 espectadores Árbitro(s): Bakary Gassama |

| 31 de enero de 2012, 19:00 | Gabón          | 1:0 (0:0) | Túnez | Stade de Franceville, Franceville                           |                                                             |
|                            | Aubameyang 62' | Reporte   |       | Asistencia: 22.000 espectadores Árbitro(s): Noumandiez Doue | Asistencia: 22.000 espectadores Árbitro(s): Noumandiez Doue |

| 31 de enero de 2012, 19:00 | Níger | 0:1 (0:0) | Marruecos    | Stade d'Angondjé, Libreville                                   |                                                                |
|                            |       | Reporte   | Belhanda 79' | Asistencia: 4.000 espectadores Árbitro(s): Hamada Nampiandraza | Asistencia: 4.000 espectadores Árbitro(s): Hamada Nampiandraza |

#### Grupo D
| Pos. | Equipo   | Pts. | PJ | G | E | P | GF | GC | Dif. | Clasificación    |
| ---- | -------- | ---- | -- | - | - | - | -- | -- | ---- | ---------------- |
| 1    | Ghana    | 7    | 3  | 2 | 1 | 0 | 4  | 1  | +3   | Cuartos de final |
| 2    | Malí     | 6    | 3  | 2 | 0 | 1 | 3  | 3  | 0    | Cuartos de final |
| 3    | Guinea   | 4    | 3  | 1 | 1 | 1 | 7  | 3  | +4   |                  |
| 4    | Botsuana | 0    | 3  | 0 | 0 | 3 | 2  | 9  | −7   |                  |

 Fuente: [cita requerida]
| 24 de enero de 2012, 17:00 | Ghana      | 1:0 (1:0) | Botsuana | Stade de Franceville, Franceville                        |                                                          |
|                            | Mensah 25' | Reporte   |          | Asistencia: 5.000 espectadores Árbitro(s): Diatta Badara | Asistencia: 5.000 espectadores Árbitro(s): Diatta Badara |

| 24 de enero de 2012, 20:00 | Malí       | 1:0 (1:0) | Guinea | Stade de Franceville, Franceville                       |                                                         |
|                            | Traoré 31' | Reporte   |        | Asistencia: 10.000 espectadores Árbitro(s): Jedidi Slim | Asistencia: 10.000 espectadores Árbitro(s): Jedidi Slim |

| 28 de enero de 2012, 17:00                                                                      | Botsuana             | 1:6 (1:4) | Guinea                                                            | Stade de Franceville, Franceville                             |                                                               |
|                                                                                                 | Selolwane 23' (pen.) | Reporte   | Diallo 15' 27' · Camara 42' · Traoré 45+3' · Bah 84' · Soumah 86' | Asistencia: 4.000 espectadores Árbitro(s): Bouchaib El Ahrach | Asistencia: 4.000 espectadores Árbitro(s): Bouchaib El Ahrach |
| Dipsy Selolwane marcó el primer gol de Botsuana en la historia de la Copa Africana de Naciones. |                      |           |                                                                   |                                                               |                                                               |

| 28 de enero de 2012, 20:00 | Ghana               | 2:0 (0:0) | Malí | Stade de Franceville, Franceville                          |                                                            |
|                            | Gyan 63' · Ayew 76' | Reporte   |      | Asistencia: 7.000 espectadores Árbitro(s): Djamel Haimoudi | Asistencia: 7.000 espectadores Árbitro(s): Djamel Haimoudi |

| 1 de febrero de 2012, 19:00 | Ghana             | 1:1 (1:1) | Guinea       | Stade d'Angondjé, Libreville                                   |                                                                |
|                             | Agyemang-Badu 28' | Reporte   | Camara 45+2' | Asistencia: 5.500 espectadores Árbitro(s): Khalid Abdel Rahman | Asistencia: 5.500 espectadores Árbitro(s): Khalid Abdel Rahman |

| 1 de febrero de 2012, 19:00 | Botsuana  | 1:2 (0:0) | Malí                    | Stade de Franceville, Franceville                          |                                                            |
|                             | Ngele 50' | Reporte   | Dembélé 56' · Keita 75' | Asistencia: 20.000 espectadores Árbitro(s): Daniel Bennett | Asistencia: 20.000 espectadores Árbitro(s): Daniel Bennett |

### Segunda fase
|  | Cuartos de final  | Cuartos de final |                 |        | Semifinales | Semifinales |       |              | Final        | Final |  |
|  |                   |                  |                 |        |             |             |       |              |              |       |  |
|  |                   |                  |                 |        |             |             |       |              |              |       |  |
|  | Zambia            | 3                |                 |        |             |             |       |              |              |       |  |
|  | Zambia            | 3                |                 |        |             |             |       |              |              |       |  |
|  | Sudán             | 0                |                 |        |             |             |       |              |              |       |  |
|  | Sudán             | 0                |                 | Zambia | 1           |             |       |              |              |       |  |
|  |                   |                  |                 | Zambia | 1           |             |       |              |              |       |  |
|  |                   |                  | Ghana           | 0      |             |             |       |              |              |       |  |
|  | Ghana (t.s.)      | 2                | Ghana           | 0      |             |             |       |              |              |       |  |
|  | Ghana (t.s.)      | 2                |                 |        |             |             |       |              |              |       |  |
|  | Túnez             | 1                |                 |        |             |             |       |              |              |       |  |
|  | Túnez             | 1                |                 |        |             |             |       | Zambia (p)   | 0 (8)        |       |  |
|  |                   |                  |                 |        |             |             |       | Zambia (p)   | 0 (8)        |       |  |
|  |                   |                  | Costa de Marfil | 0 (7)  |             |             |       |              |              |       |  |
|  | Gabón             | 1 (4)            | Costa de Marfil | 0 (7)  |             |             |       |              |              |       |  |
|  | Gabón             | 1 (4)            |                 |        |             |             |       |              |              |       |  |
|  | Malí (p)          | 1 (5)            |                 |        |             |             |       |              |              |       |  |
|  | Malí (p)          | 1 (5)            |                 | Malí   | 0           |             |       | Tercer lugar | Tercer lugar |       |  |
|  |                   |                  |                 | Malí   | 0           |             |       | Tercer lugar | Tercer lugar |       |  |
|  |                   |                  | Costa de Marfil | 1      |             |             |       |              |              |       |  |
|  | Costa de Marfil   | 3                | Costa de Marfil | 1      |             |             | Ghana | 0            |              |       |  |
|  | Costa de Marfil   | 3                |                 |        |             |             | Ghana | 0            |              |       |  |
|  | Guinea Ecuatorial | 0                |                 |        |             |             |       |              | Malí         | 2     |  |
|  | Guinea Ecuatorial | 0                |                 |        |             |             |       |              | Malí         | 2     |  |
|  |                   |                  |                 |        |             |             |       |              |              |       |  |

#### Cuartos de final
| 4 de febrero de 2012, 17:00 | Zambia                                 | 3:0 (1:0) | Sudán | Estadio La Libertad, Bata                               |                                                         |
|                             | Sunzu 15' · Katongo 66' · Chamanga 86' | Reporte   |       | Asistencia: 200 espectadores Árbitro(s): Bakary Gassama | Asistencia: 200 espectadores Árbitro(s): Bakary Gassama |

| 4 de febrero de 2012, 20:00 | Costa de Marfil            | 3:0 (1:0) | Guinea Ecuatorial | Estadio de Malabo, Malabo                                |                                                          |
|                             | Drogba 36' 69' · Touré 81' | Reporte   |                   | Asistencia: 12.500 espectadores Árbitro(s): Eddy Maillet | Asistencia: 12.500 espectadores Árbitro(s): Eddy Maillet |

| 5 de febrero de 2012, 17:00 | Gabón                                                 | 1:1 (0:0) (t. s.)(4:5 p.)  | Malí                                          | Stade d'Angondjé, Libreville                                |                                                             |
|                             | Mouloungui 53'                                        | Reporte                    | Diabaté 82'                                   | Asistencia: 30.000 espectadores Árbitro(s): Djamel Haimoudi | Asistencia: 30.000 espectadores Árbitro(s): Djamel Haimoudi |
|                             |                                                       | Tiros desde el punto penal |                                               |                                                             |                                                             |
|                             | Biyogo · Mbanangoyé · Mouloungui · Aubameyang · Manga |                            | Diabaté · Yatabaré · Kanté · B.Traoré · Keita |                                                             |                                                             |

| 5 de febrero de 2012, 20:00 | Ghana                  | 2:1 (1:1, 1:1) (t. s.) | Túnez       | Stade de Franceville, Franceville                       |                                                         |
|                             | Mensah 10' · Rami 101' | Reporte                | Khalifa 42' | Asistencia: 8.000 espectadores Árbitro(s): Néant Alioum | Asistencia: 8.000 espectadores Árbitro(s): Néant Alioum |

#### Semifinal
| 8 de febrero de 2012, 17:00 | Zambia     | 1:0 (0:0) | Ghana | Estadio La Libertad, Bata                                   |                                                             |
|                             | Mayuka 78' | Reporte   |       | Asistencia: 12.000 espectadores Árbitro(s): Mohamed Benouza | Asistencia: 12.000 espectadores Árbitro(s): Mohamed Benouza |

| 8 de febrero de 2012, 20:00 | Costa de Marfil | 1:0 (1:0) | Malí | Stade d'Angondjé, Libreville                               |                                                            |
|                             | Gervinho 44'    | Reporte   |      | Asistencia: 32.000 espectadores Árbitro(s): Daniel Bennett | Asistencia: 32.000 espectadores Árbitro(s): Daniel Bennett |

#### Tercer puesto
| 11 de febrero de 2012, 20:00 | Ghana | 0:2 (0:1) | Malí             | Estadio de Malabo, Malabo                                |                                                          |
|                              |       | Reporte   | Diabate 23', 80' | Asistencia: 15.000 espectadores Árbitro(s): Ghead Grisha | Asistencia: 15.000 espectadores Árbitro(s): Ghead Grisha |

#### Final
| 12 de febrero de 2012, 20:00 | Zambia                                                                                | 0:0 (t. s.)(8:7 p.)        | Costa de Marfil                                                           | Stade d'Angondjé, Libreville                              |                                                           |
|                              |                                                                                       | Reporte                    |                                                                           | Asistencia: 40 000 espectadores Árbitro(s): Diatta Badara | Asistencia: 40 000 espectadores Árbitro(s): Diatta Badara |
|                              |                                                                                       | Tiros desde el punto penal |                                                                           |                                                           |                                                           |
|                              | C. Katongo · Mayuka · Chansa · F. Katongo · Mweene · Sinkala · Lungu · Kalaba · Sunzu |                            | Tioté · Bony · Bamba · Gradel · Drogba · Tiéné · Konan · Touré · Gervinho |                                                           |                                                           |

|                            |
| Bandera de Zambia          |
| Campeón Zambia 1.er título |

## Estadísticas
| Equipo | Equipo            | Pts | PJ | PG | PE | PP | GF | GC | Dif | Rend  |
| ------ | ----------------- | --- | -- | -- | -- | -- | -- | -- | --- | ----- |
| 1      | Zambia            | 14  | 6  | 4  | 2  | 0  | 9  | 3  | 6   | 77,7% |
| 2      | Costa de Marfil   | 16  | 6  | 5  | 1  | 0  | 9  | 0  | 9   | 88,8% |
| 3      | Malí              | 10  | 6  | 3  | 1  | 2  | 6  | 5  | 1   | 55,5% |
| 4      | Ghana             | 10  | 6  | 3  | 1  | 2  | 6  | 5  | 1   | 55,5% |
| 5      | Gabón             | 10  | 4  | 3  | 1  | 0  | 7  | 3  | 4   | 83,3% |
| 6      | Túnez             | 6   | 4  | 2  | 0  | 2  | 5  | 5  | 0   | 50%   |
| 7      | Guinea Ecuatorial | 6   | 4  | 2  | 0  | 2  | 3  | 5  | -2  | 50%   |
| 8      | Sudán             | 4   | 4  | 1  | 1  | 2  | 4  | 7  | -3  | 33,3% |
| 9      | Guinea            | 4   | 3  | 1  | 1  | 1  | 7  | 3  | 4   | 44,4% |
| 10     | Libia             | 4   | 3  | 1  | 1  | 1  | 4  | 4  | 0   | 44,4% |
| 11     | Angola            | 4   | 3  | 1  | 1  | 1  | 4  | 5  | -1  | 44,4% |
| 12     | Marruecos         | 3   | 3  | 1  | 0  | 2  | 4  | 5  | -1  | 33,3% |
| 13     | Senegal           | 0   | 3  | 0  | 0  | 3  | 3  | 6  | -3  | 0%    |
| 14     | Burkina Faso      | 0   | 3  | 0  | 0  | 3  | 2  | 6  | -4  | 0%    |
| 15     | Níger             | 0   | 3  | 0  | 0  | 3  | 1  | 5  | -4  | 0%    |
| 16     | Botsuana          | 0   | 3  | 0  | 0  | 3  | 2  | 9  | -7  | 0%    |

## Goleadores
3 goles
- Manucho
- Pierre-Emerick Aubameyang
- Didier Drogba
- Cheick Diabaté
- Houssine Kharja
- Christopher Katongo
- Emmanuel Mayuka

2 goles
- André Ayew
- John Mensah
- Abdoul Camara
- Sadio Diallo
- Ihaab Boussefi
- Ahmed Saad Osman
- Mohamed Ahmed Bashir
- Mudather El Tahir
- Youssef Msakni

1 gol
- Mateus
- Mogakolodi Ngele
- Dipsy Selolwane
- Issiaka Ouédraogo
- Alain Traoré
- Emmanuel Eboué
- Salomon Kalou
- Wilfried Bony
- Yaya Touré
- Gervinho
- Javier Ángel Balboa
- Kily
- Randy
- Daniel Cousin
- Bruno Mbanangoyé Zita
- Stéphane N'Guéma
- Emmanuel Agyemang-Badu
- André Ayew
- Asamoah Gyan
- Mamadou Bah
- Naby Soumah
- Ibrahima Traoré
- Younès Belhanda
- Seydou Keita
- Garra Dembélé
- Bakaye Traoré
- Younès Belhanda
- William N'Gounou
- Deme N'Diaye
- Dame N'Doye
- Moussa Sow
- Issam Jemâa
- Khaled Korbi
- Sabeur Khalifa
- Rainford Kalaba
- Stoppila Sunzu
- James Chamanga

1 autogol
- Bakary Koné (jugando ante Costa de Marfil)

## Premios
- Mejor jugador:  Christopher Katongo
- Goleador:  Emmanuel Mayuka
- Jugador Fair Play:  Jean-Jacques Gosso
- Equipo Fair Play:  Costa de Marfil[7]

### Equipo Ideal
- Guardameta:  Kennedy Mweene
- Defensas:  Jean-Jacques Gosso,  Stophira Sunzu,  John Mensah,  Adama Tamboura
- Centrocampistas:  Emmanuel Mayuka,  Yaya Touré,  Gervinho,  Seydou Keita
- Delanteros:  Christopher Katongo,  Didier Drogba
- Suplentes:  Boubacar Barry,  Rui,  Youssef Msakni,  Manucho,  Éric Mouloungui,  Pierre-Emerick Aubameyang,  Sadio Diallo,  Cheick Diabaté,  Houssine Kharja,  Mudather El Tahir,  Rainford Kalaba,  Kwadwo Asamoah[8]